# Ischnocnemis caerulescens
Ischnocnemis caerulescens är en skalbaggsart som beskrevs av Bates 1885. Ischnocnemis caerulescens ingår i släktet Ischnocnemis och familjen långhorningar. Inga underarter finns listade i Catalogue of Life.